# 林肯縣 (威斯康辛州)
林肯縣（英語：Lincoln County）是美國威斯康辛州中北部的一個縣。面積2,349平方公里。根據美國2000年人口普查，共有人口29,641。縣治麥立爾（Merrill）。
成立於1874年。縣名紀念第十六任總統亞伯拉罕·林肯。